# Malin (gmina)
Malin – dawna gmina wiejska w powiecie dubieńskim województwa wołyńskiego II Rzeczypospolitej.  Siedzibą gminy był Malin.
W skład gminy wchodziło 37 gromad.

## Podział administracyjny
W 1936 roku liczba gromad wynosiła 37.
- Bakoryn
- Bogusze
- Borbin
- Długoszyje
- Horodyszcze
- Iwankowce
- Kneruty
- Kneruty
- Konstantynówka
- Koryta
- Krasilno
- Łukarówka
- Malin wieś
- Malin kolonia
- Moszków
- Narutówka
- Nowosiółki (w tym kolonia Rejtanów[2])
- Ostrożec
- Ostrożec
- Pełża
- Peremiłówka
- Pietuszków
- Pjanie
- Postnyków
- Puławianka
- Reczyszcze
- Rejtanów
- Stawiszcze
- Tereszów
- Tereszów
- Tuszebin
- Ujeźdżce
- Wołkownia
- Zabłocie
- Zabłotce
- Zamczysko
- Zborów